# Corinna areolata
Corinna areolata là một loài nhện trong họ Corinnidae.
Loài này thuộc chi Corinna. Corinna areolata được Tord Tamerlan Teodor Thorell miêu tả năm 1899.